# Il Pireo (unità periferica)
L'unità periferica del Pireo (in greco: Περιφερειακή ενότητα Πειραιώς) è una suddivisione amministrativa della periferia dell'Attica con 448.997 abitanti al censimento 2011.
È stata istituita nel gennaio 2011 a seguito della riforma amministrativa detta programma Callicrate e comprende la parte centro-occidentale dell'agglomerato urbano di Atene.

## Geografia antropica

### Suddivisioni amministrative
L'unità periferica è suddivisa in 5 comuni. Il numero tra parentesi indica la posizione del comune nella cartina. Il territorio comprende parte della vecchia prefettura del Pireo.
- Keratsini-Drapetsona (4)
- Korydallos (5)
- Nikaia-Agios Ioannis Rentis (7)
- Perama (8)
- Il Pireo (1)